# Стронг, Анна Луиза
А́нна Луи́за Стронг (англ. Anna Louise Strong; 24 ноября 1885 — 29 марта 1970) — американская журналистка и писательница прокоммунистической направленности, военная корреспондентка, долгие годы прожившая в СССР и Китае и написавшая множество книг и статей в их поддержку.

## Биография
Родилась в семье проповедника Конгрегационной церкви в Небраске. После окончания средней школы в Оук-Парке в 1902—1903 годах изучала иностранные языки в Европе (Германия, Швейцария). Училась в 1903—1904 гг. в Брин-Марском колледже в Пенсильвании и в Оберлинском колледже в Огайо. В 1908 году, в возрасте 23 лет, получила степень доктора философии, защитив диссертацию «Социальная психология молитвы» в Чикагском университете; стала первой женщиной, получившей степень доктора наук этого университета.
В 1914 году ездила в Ирландию. В 1916 году была избрана в школьную комиссию в Сиэтле. Выступила на стороне профсоюза Индустриальные рабочие мира (ИРМ) во время произошедшей вскоре «бойни в Эверетте» (вооруженном столкновении между активистами ИРМ и полицией, при поддержке группы местных бизнесменов, в котором погибло 7 человек, 6 пропали без вести и 50 было ранено). Со вступлением США в Первую мировую войну выступала против войны и против призыва в армию. Работала редактором в газете «Seattle Union Record» и одновременно корреспондентом газеты «Нью-йорк ивнинг пост».
Симпатизировала коммунистам и международному рабочему движению; вступила в 1920-х годах в Коммунистическую партию США.
В 1921 году в качестве члена квакерского Американского комитета Друзей на службе обществу ездила в Польшу и СССР, где познакомилась с М. М. Бородиным. Целью поездки в СССР было оказание помощи голодающим Поволжья. В 1925 году ездила в Китай, встречалась с женой Сунь Ятсена Сун Цинлин. По возвращении в США преподавала в колледжах. В 1927 году посетила Мексику, затем вернулась в Китай и вместе с Бородиным и группой советских революционеров пересекла пустыню Гоби и через Среднюю Азию добралась до СССР.
Начала сотрудничать с информационным агентством «Интернэшнл ньюс сервис» (International News Service) У. Р. Хёрста в качестве его московского корреспондента. Несколько раз встречалась с И. В. Сталиным. Выступала в поддержку коллективизации, вхождения прибалтийских государств в состав СССР, установления коммунистических правительств в Восточной Европе. Пропагандировала идею, что карательные меры, предпринимавшиеся по указанию Сталина против крестьянства, отражали волю широких масс крестьянства, и что для большевиков это был единственный способ подъёма сельскохозяйственного производства. Активно выступала как сторонник социализма и Советского Союза. Категорически отрицала существование голода в России в 1920-е годы, факты депортации и политических убийств в 1930-е годы. По утверждению одного из её знакомых, считала СССР большой воскресной школой, где всех наставляют на путь добродетели и честного труда.
В 1930 году основала первую советскую газету на английском языке, Moscow News, изначально рассчитанную на англоязычных иностранных граждан, посещавших СССР или работавших там.
В 1932 году вышла замуж за агронома Джоэля Шубина, редактора «Крестьянской газеты».
В 1937 ездила в Испанию, где шла гражданская война, встречалась с лидерами республиканцев. В 1937—1938 годах совершила новую поездку в Китай. В 1939 году вернулась в США. В 1940 году находилась в Прибалтике во время её присоединения к СССР и описала свои впечатления о советизации края в книге «Новый путь Литвы». В 1944 году снова поехала в СССР, писала о событиях на восточном фронте, посетила Югославию. В 1946 году приехала в Китай, брала интервью у Мао Цзэдуна, в котором он произнёс известную фразу о «бумажных тиграх».
В 1948 году снова поехала в СССР. 14 февраля 1949 года была арестована, провела несколько дней на Лубянке. Была объявлена советскими психиатрами невменяемой, а властями по указанию Сталина была выслана как «американская шпионка». Наличие американского паспорта помогло Стронг покинуть СССР, но ей был официально запрещен въезд. По прибытии в США её обвинили в шпионаже, на этот раз в пользу СССР. С 1949 по 1955 год все книги Стронг были запрещены в СССР. После смерти Сталина и начала осуждения «культа личности» все обвинения против неё были сняты. Последний раз она посетила СССР в 1959 году.
В 1950-х годах переехала в Китай, где прожила до конца жизни. Пользовалась активной поддержкой китайского руководства. Была в дружеских отношениях с Чжоу Эньлаем. Поддерживала политику «большого скачка» и культурной революции Мао Цзэдуна. Побывала в Тибете, написав книгу «Тибетские встречи» (1959). Анна Луиза Стронг была одной из немногих иностранцев, принятых в хунвэйбины, участвовала в кампании чисток. Умерла в Пекине.

## Книги и статьи
- The First Time in History
- Soviets Conquer Wheat
- I Change Worlds: The Remaking of an American (1935), автобиография.
- The Chinese Conquer China
- Man’s New Crusade
- People’s of the USSR
- Red Star in Samarkand (1929)
- Children of Revolution: The Story of John Reed’s Children’s Colony on the Volga, Which is as Well a Story of the Whole Great Structure of Russia (1925)
- Inside North Korea: An Eye-witness report
- When Serfs Stood up in Tibet: A Report
- I saw the New Poland
- The Thought of Mao Tse-Tung
- Was Lenin a Great Man?: What Was the Secret of His Influence Felt to the Ends of the Earth?
- Dictatorship and Democracy in the Soviet Union, (International pamphlets)
- China’s New Crisis (Key Books)
- Children Pioneers
- I Change Worlds
- Dawn Comes Up Like Thunder Out of China: An Intimate Account of the Liberated Areas in China
- This Soviet World
- Is the Soviet Union turning from world brotherhood to imperialism?
- New lives for old in today’s Russia: What has happened to the common folk of the Soviet Republic
- The psychology of prayer
- Inside Liberated Poland
- The New Lithuania (январь 1941, издана в СССР под названием «Новый путь Литвы». М.:Политзидат, 1990)
- Cash and violence in Laos and Vietnam
- The Russians are People
- Lithuania’s New Way
- Wild River
- The Rise of the People’s Communes
- The rise of the Chinese people’s communes
- The Song of the City
- One-Fifth of Mankind
- From Stalingrad to Kuzbas: Sketches of the socialist construction in the USSR
- China’s Millions
- Worker’s Life in Soviet Russia
- Marriage and Morals in Soviet Russia
- How Business is carried on in Soviet Russia
- How the Communists rule Russia
- Pioneer: The Children’s Colony on the Volga
- Spain in Arms, 1937
- China Fights for Freedom
- Some background on United States in Vietnam and Laos: Excerpts from Letter from China
- The Rise of the Chinese People’s communes: And Six years After
- Letters From China
- The Soviet Union and World Peace
- Child-welfare exhibits: Types and preparation
- On the eve of Home Rule: Snapshots of Ireland in the momentous summer of 1914
- The Kuomintang-communist crisis in China: A first-hand account of one of the most critical periods in Far Eastern history
- The new soviet constitution: A study in socialist democracy
- Tomorrow’s China
- Tibetan Interviews
- Modern Farming--Soviet Style
- The Hungarian Tragedy